# Pilar Garrido Gutiérrez
Pour les articles homonymes, voir Garrido (homonymie) et Gutiérrez.
Pilar Garrido Gutiérrez, née le 15 avril 1966, est une femme politique espagnole membre de Podemos.

## Biographie

### Vie privée
Elle est divorcée.

### Carrière politique
Le 26 juin 2016, elle est élue sénatrice pour Guipuscoa au Sénat.
Au Sénat, elle est porte-parole à la commission du Développement.